# Elezioni generali in Malawi del 2019
Le elezioni generali in Malawi del 2019 si tennero il 21 maggio per scegliere il Presidente della Repubblica e i membri del parlamento unicamerale.
Le elezioni presidenziali hanno visto la riconferma del presidente uscente Peter Mutharika; quelle parlamentari hanno visto il Partito Progressista Democratico, di cui fa parte il presidente, confermarsi come primo partito dell'assemblea con un discreto aumento di seggi, senza però ottenere la maggioranza assoluta.
L'affluenza è stata del 73%.
Il risultato elettorale è stato da subito contestato dai partiti di opposizione, che hanno denunciato l'esistenza di schede manipolate ed altri brogli, volti a favorire il presidente uscente Peter Mutharika. Nel febbraio 2020, la Corte Costituzionale ha riconosciuto l'esistenza di irregolarità e stabilito l'annullamento del risultato, ordinando nuove elezioni, da tenersi entro 150 giorni.

## Sistema elettorale
Il presidente della repubblica del Malawi è eletto direttamente dai cittadini a suffragio universale diretto a maggioranza semplice (cioè per essere eletto un candidato non necessita della maggioranza assoluta) per un mandato di cinque anni, i membri del parlamento sono eletti con un sistema maggioritario uninominale a turno unico simile a quello usato per eleggere il presidente.

## Risultati

### Elezioni presidenziali
| Peter Mutharika  | Partito Progressista Democratico     | 1 940 709 | 38,57 |  |  |  |  |  |
| Lazarus Chakwera | Partito del Congresso del Malawi     | 1 781 740 | 35,41 |  |  |  |  |  |
| Saulos Chilima   | Movimento Unito della Trasformazione | 1 018 369 | 20,24 |  |  |  |  |  |
| Atupele Muluzi   | Fronte Democratico Unito             | 235 164   | 4,67  |  |  |  |  |  |
| Peter Kuwani     | Movimento Mbakuwako per lo Sviluppo  | 20 369    | 0,40  |  |  |  |  |  |
| John Chisi       | Partito Umodzi                       | 19 187    | 0,38  |  |  |  |  |  |
| Hadwick Kaliya   | Indipendente                         | 15 726    | 0,31  |  |  |  |  |  |
| Totale           | Totale                               | 5 031 264 | 100   |  |  |  |  |  |
|                  |                                      |           |       |  |  |  |  |  |
| Voti non validi  | Voti non validi                      | 74 719    | 1,46  |  |  |  |  |  |
| Votanti          | Votanti                              | 5 105 983 | 74,44 |  |  |  |  |  |
| Elettori         | Elettori                             | 6 859 570 |       |  |  |  |  |  |

### Elezioni parlamentari
| Liste                                | Voti      | %     | Seggi |
| ------------------------------------ | --------- | ----- | ----- |
| Partito Progressista Democratico     | 1 293 797 | 26,04 | 62    |
| Partito del Congresso del Malawi     | 1 108 735 | 22,32 | 55    |
| Movimento Unito della Trasformazione | 491 845   | 9,90  | 4     |
| Fronte Democratico Unito             | 227 335   | 4,58  | 10    |
| Partito del Popolo                   | 121 072   | 2,44  | 5     |
| Alleanza per la Democrazia           | 24 212    | 0,49  | 1     |
| Altri                                | 40 209    | 0,81  | –     |
| Indipendenti                         | 1 660 569 | 33,43 | –     |
| Vacanti                              | –         | –     | 1     |
| Totale                               | 4 967 774 | 100   | 193   |